# Ludwig Wrede
Ludwig Wrede (* 28. Oktober 1894; † 1. Jänner 1965) war ein österreichischer Eiskunstläufer, der im Einzellauf und im Paarlauf startete.
Im Paarlauf wurde er mit Herma Szabó 1925 und 1927 Weltmeister und holte 1926 die Bronzemedaille. Nachdem Szabó ihre Karriere beendet hatte, wurde Melitta Brunner seine Eiskunstlaufpartnerin. Mit ihr gewann er 1928 die Bronzemedaille bei der Weltmeisterschaft und den Olympischen Spielen. 1929 und 1930 wurden sie Vize-Weltmeister.
Im Einzel nahm er von 1923 bis 1930 an sämtlichen Weltmeisterschaften teil. 1929 gewann er die Bronzemedaille. Dies gelang ihm im selben Jahr auch bei der Europameisterschaft. 1924 war er bereits Vize-Europameister geworden. Die Olympischen Spiele 1928 beendete er im Einzel auf dem achten Platz.

## Ergebnisse

### Einzellauf
| Wettbewerb / Jahr               | 1922 | 1923 | 1924 | 1925 | 1926 | 1927 | 1928 | 1929 | 1930 |
| ------------------------------- | ---- | ---- | ---- | ---- | ---- | ---- | ---- | ---- | ---- |
| Olympische Winterspiele         |      |      |      |      |      |      | 8.   |      |      |
| Weltmeisterschaften             |      | 5.   | 5.   | 8.   | 6.   | 6.   | 6.   | 3.   | 5.   |
| Europameisterschaften           |      |      | 2.   | 5.   |      |      | 4.   | 3.   |      |
| Österreichische Meisterschaften | 3.   | 1.   | 2.   |      |      |      |      | 2.   | 3.   |

### Paarlauf
(1925–1927 mit Herma Szabó; 1928–1930 mit Melitta Brunner)
| Wettbewerb / Jahr               | 1925 | 1926 | 1927 | 1928 | 1929 | 1930 |
| ------------------------------- | ---- | ---- | ---- | ---- | ---- | ---- |
| Olympische Winterspiele         |      |      |      | 3.   |      |      |
| Weltmeisterschaften             | 1.   | 3.   | 1.   | 3.   | 2.   | 2.   |
| Österreichische Meisterschaften | 1.   |      |      |      | 3.   | 1.   |